# Championnats d'Afrique de natation 2012
Navigation
Casablanca 2010 Bloemfontein 2016
La 11e édition des Championnats d'Afrique de natation se déroule à Nairobi au Kenya du 10 au 16 septembre 2012. 

## Nations participantes
16 nations participent à ces Championnats d'Afrique :
- Afrique du Sud
- Algérie
- Angola
- Bénin
- Botswana
- Égypte
- Ghana
- Kenya
- Maurice
- Namibie
- Nigeria
- Ouganda
- Rwanda
- Sénégal
- Seychelles
- Tunisie

## Podiums

### Hommes
| Épreuves               | Or                                                                                           | Argent                                                                                         | Bronze                                                                                 |
| Nage libre             | Nage libre                                                                                   | Nage libre                                                                                     | Nage libre                                                                             |
| ---------------------- | -------------------------------------------------------------------------------------------- | ---------------------------------------------------------------------------------------------- | -------------------------------------------------------------------------------------- |
| 50 m                   | Jason Dunford 23 s 01                                                                        | Oussama Sahnoune 23 s 11                                                                       | Abdelmegid Mohamed 23 s 42                                                             |
| 100 m                  | Myles Brown 51 s 06                                                                          | Jason Dunford 51 s 20                                                                          | Oussama Sahnoune 51 s 60                                                               |
| 200 m                  | Myles Brown 1 min 52 s 10                                                                    | Ahmed Mathlouthi 1 min 53 s 19                                                                 | Jason Dunford 1 min 54 s 79                                                            |
| 400 m                  | Myles Brown 3 min 57 s 59                                                                    | Ahmed Mathlouthi 4 min 05 s 74                                                                 | Lyes Nefsi 4 min 08 s 36                                                               |
| 800 m                  | Myles Brown 8 min 20 s 32                                                                    | Ahmed Mathlouthi 8 min 31 s 81                                                                 | Ali Ahmed Marwan 8 min 32 s 89                                                         |
| 1 500 m                | Myles Brown 16 min 04 s 69                                                                   | Ali Ahmed Marwan 16 min 25 s 48                                                                | Pedro Pinotes 16 min 45 s 60                                                           |
| Dos                    |                                                                                              |                                                                                                |                                                                                        |
| 50 m                   | Ricky Ellis 26 s 74                                                                          | Jason Dunford 27 s 18                                                                          | Ryad Djendouci 27 s 20                                                                 |
| 100 m                  | Ricky Ellis 57 s 75                                                                          | Taki Mrabet 58 s 76                                                                            | Michael Meyer 59 s 42                                                                  |
| 200 m                  | Taki Mrabet 2 min 06 s 65                                                                    | Myles Brown 2 min 07 s 19                                                                      | Ricky Ellis 2 min 08 s 52                                                              |
| Brasse                 |                                                                                              |                                                                                                |                                                                                        |
| 50 m                   | Malick Fall 28 s 57                                                                          | Wassim Elloumi 28 s 80                                                                         | Talel Mrabet 29 s 16                                                                   |
| 100 m                  | Wassim Elloumi 1 min 04 s 01                                                                 | Malick Fall 1 min 04 s 52                                                                      | Michael Meyer 1 min 04 s 87                                                            |
| 200 m                  | Taki Mrabet 2 min 20 s 89                                                                    | Talel Mrabet 2 min 21 s 35                                                                     | Ahmed El Din Kamal 2 min 21 s 59                                                       |
| Papillon               |                                                                                              |                                                                                                |                                                                                        |
| 50 m                   | Jason Dunford 24 s 05                                                                        | Oussama Sahnoune 25 s 49                                                                       | João Matias 25 s 59                                                                    |
| 100 m                  | Jason Dunford 53 s 16                                                                        | Marawan Osman 55 s 47                                                                          | Oussama Sahnoune 55 s 79                                                               |
| 200 m                  | Ahmed Akram Abbas 2 min 04 s 92                                                              | Marawan Osman 2 min 05 s 35                                                                    | Myles Brown 2 min 05 s 45                                                              |
| Quatre nages           |                                                                                              |                                                                                                |                                                                                        |
| 200 m                  | Taki Mrabet 2 min 05 s 11                                                                    | Michael Meyer 2 min 06 s 32                                                                    | Ayrton Sweeney 2 min 06 s 74                                                           |
| 400 m                  | Ayrton Sweeney 4 min 27 s 60                                                                 | Taki Mrabet 4 min 28 s 22                                                                      | Gadalla El Sayed 4 min 32 s 77                                                         |
| Relais                 |                                                                                              |                                                                                                |                                                                                        |
| 4 x 100 m nage libre   | Afrique du Sud Ricky Ellis Ayrton Sweeney Itumeleng Lesenyeho Myles Brown 3 min 30 s 52      | Égypte Ahmed Akram Abbas Ahmed Kamal El Din Ahmed Hamdy Salem Mohamed Abdelmagid 3 min 31 s 09 | Algérie Oussama Sahnoune Ryad Djendouci Naoufel Benabid Mehdi Hamama 3 min 31 s 45     |
| 4 x 200 m nage libre   | Afrique du Sud Michael Meyer Ayrton Sweeney Abdul-Malick Railoun Myles Brown 7 min 42 s 68   | Égypte Mohamed Wageh Ahmed Akram Abbas Abdel Rehim Ahmed El Sayed Gadalla 7 min 44 s 80        | Tunisie Talel Mrabet Taki Mrabet Wassim Elloumi Ahmed Mathlouthi 7 min 48 s 06         |
| 4 x 100 m quatre nages | Égypte Omar Abo El Soud Tarek Ehab Mohamed Ali Marwan Ahmed Mohamed Abdelmajid 3 min 51 s 29 | Tunisie Taki Mrabet Wassim Elloumi Ahmed Mathlouthi Talel Mrabet 3 min 53 s 49                 | Afrique du Sud Ricky Ellis Alaric Basson Itumeleng Lesenyeho Myles Brown 3 min 53 s 66 |

### Femmes
| Épreuves               | Or                                                                                       | Argent                                                                                               | Bronze                                                                             |
| Nage libre             | Nage libre                                                                               | Nage libre                                                                                           | Nage libre                                                                         |
| ---------------------- | ---------------------------------------------------------------------------------------- | --- | ---------------------------------------------------------------------------------- |
| 50 m                   | Lehesta Kemp 26 s 08                                                                     | Mai Atef Abdelfattah 27 s 24                                                                         | Rowan El-Badry 27 s 35                                                             |
| 100 m                  | Lehesta Kemp 57 s 98                                                                     | Kyna Pereira 58 s 32                                                                                 | Zeineb Khalfallah 58 s 83                                                          |
| 200 m                  | Michelle Weber 2 min 03 s 80                                                             | Kyna Pereira 2 min 04 s 24                                                                           | Zeineb Khalfallah 2 min 06 s 89                                                    |
| 400 m                  | Michelle Weber 4 min 19 s 60                                                             | Reem Mohamed Hussein 4 min 26 s 55                                                                   | Rene Warnes 4 min 28 s 25                                                          |
| 800 m                  | Michelle Weber 8 min 50 s 45                                                             | Kyna Pereira 9 min 05 s 77                                                                           | Reem Mohamed Hussein 9 min 16 s 70                                                 |
| 1 500 m                | Michelle Weber 16 min 46 s 46                                                            | Kyna Pereira 17 min 14 s 24                                                                          | Reem Mohamed Hussein 17 min 28 s 34                                                |
| Dos                    |                                                                                          | |                                                                                    |
| 50 m                   | Lehesta Kemp 30 s 67                                                                     | Nathania van Niekerk 30 s 69                                                                         | Asma Sammoud 31 s 06                                                               |
| 100 m                  | Lehesta Kemp 1 min 03 s 68                                                               | Nathania van Niekerk 1 min 04 s 96                                                                   | Marym Rahman El Sayed 1 min 06 s 98                                                |
| 200 m                  | Nathania van Niekerk 2 min 20 s 30                                                       | Rene Warnes 2 min 21 s 99                                                                            | Hania Hany 2 min 22 s 35                                                           |
| Brasse                 |                                                                                          | |                                                                                    |
| 50 m                   | Tara Nicholas 33 s 15                                                                    | Mai Atef Abdelfattah 33 s 56                                                                         | Rowida Mohamed 34 s 39                                                             |
| 100 m                  | Tara Nicholas 1 min 12 s 47                                                              | Mai Atef Abdelfattah 1 min 13 s 26                                                                   | Rowida Mohamed 1 min 14 s 99                                                       |
| 200 m                  | Rowida Mohamed 2 min 37 s 41                                                             | Mai Atef Abdelfattah 2 min 38 s 75                                                                   | Tara Nicholas 2 min 39 s 98                                                        |
| Papillon               |                                                                                          | |                                                                                    |
| 50 m                   | Mandy Loots 27 s 75                                                                      | Lehesta Kemp 28 s 44                                                                                 | Fella Bennaceur 28 s 97                                                            |
| 100 m                  | Mandy Loots 1 min 00 s 64                                                                | Rene Warnes 1 min 03 s 40                                                                            | Fella Bennaceur 1 min 04 s 39                                                      |
| 200 m                  | Mandy Loots 2 min 15 s 85                                                                | Michelle Weber 2 min 20 s 41                                                                         | Marym Rahman El Sayed 2 min 21 s 30                                                |
| Quatre nages           |                                                                                          | |                                                                                    |
| 200 m                  | Mandy Loots 2 min 20 s 55                                                                | Rene Warnes 2 min 22 s 60                                                                            | Rowida Mohamed 2 min 26 s 05                                                       |
| 400 m                  | Rene Warnes 4 min 59 s 82                                                                | Mandy Loots 5 min 04 s 28                                                                            | Rowida Mohamed 5 min 09 s 63                                                       |
| Relais                 |                                                                                          | |                                                                                    |
| 4 x 100 m nage libre   | Afrique du Sud Kyna Pereira Michelle Weber Rene Warnes Lehesta Kemp 3 min 55 s 54        | Égypte Rowan El-Badry Reem Mohamed Hussein Hania Hany Abdelhamid Mai Atef Abdelfattah 4 min 01 s 38  | Algérie Fella Bennaceur Amel Melih Amel Lalla Nesrine Khelifati 4 min 02 s 67      |
| 4 x 200 m nage libre   | Afrique du Sud Kyna Pereira Michelle Weber Rene Warnes Lehesta Kemp 8 min 39 s 57        | Égypte Rowan El-Badry Reem Mohamed Hussein Hania Hany Abdelhamid Shahd Tarek Osman 8 min 53 s 64     | Algérie Amel Melih Fella Bennaceur Souad Cherouati Nesrine Khelifati 9 min 06 s 66 |
| 4 x 100 m quatre nages | Afrique du Sud Nathania Van Niekerk Tara Nicholas Mandy Loots Lehesta Kemp 4 min 18 s 31 | Égypte Hania Hany Abdelhamid Mai Atef Abdelfattah Rowan El-Badry Marym Rahman El Sayed 4 min 29 s 08 | Algérie Amel Melih Nesrine Khelifati Fella Bennaceur Amel Lalla 4 min 34 s 61      |

## Tableau des médailles
| Rang  | Nation         | Or | Argent | Bronze | Total |
| ----- | -------------- | -- | ------ | ------ | ----- |
| 1     | Afrique du Sud | 29 | 14     | 8      | 51    |
| 2     | Tunisie        | 4  | 8      | 5      | 17    |
| 3     | Égypte         | 3  | 13     | 14     | 30    |
| 4     | Kenya          | 3  | 2      | 1      | 6     |
| 5     | Sénégal        | 1  | 1      | 0      | 2     |
| 6     | Algérie        | 0  | 2      | 10     | 12    |
| 7     | Angola         | 0  | 0      | 2      | 2     |
| Total | Total          | 40 | 40     | 40     | 120   |